# 마시코역
마시코역(일본어: 益子駅)은 일본 도치기현 하가군 마시코정에 위치한 모카 철도 모카 선의 철도역이다. 상대식 승강장 2면 2선의 구조를 갖춘 지상역이다.

## 이용 현황
| 승차별 인원 추이 | 승차별 인원 추이   |
| 연도             | 1일 평균 승차 인원 |
| ---------------- | ------------------ |
| 2007             | 180                |
| 2008             | 185                |
| 2009             | 170                |
| 2010             | 176                |
| 2011             | 165                |
| 2012             | 183                |
| 2013             | 193                |
| 2014             | 146                |
| 2015             | 150                |

## 역 주변
- 국도 제121호선 · 국도 제294호선
- 도치기 현도 108호 마시코테이류조 선 · 도치기 현도 41호 쓰쿠바마시코 선
- 마시코 정청

## 역사
- 1913년 7월 11일 : 관설 철도의 역으로서 개업.
- 1987년 4월 1일 : 일본국유철도 분할 민영화에 의해, 동일본 여객철도가 승계.
- 1988년 4월 11일 : 모카 철도로 이관.
- 1998년 3월 : 구 역사의 노후화로 인해 현 역사 위치로 이전.

## 인접 역
| 모카 철도 ■ 모카 선    | 모카 철도 ■ 모카 선 | 모카 철도 ■ 모카 선 |
| ---------------------- | ------------------- | ------------------- |
| 기타야마 시모다테 방면 | 모카 선             | 나나이 모테기 방면  |